# Femme Fatale Tour
Il Femme Fatale Tour è stato il sesto tour di concerti della cantautrice statunitense Britney Spears, a supporto del suo settimo album in studio Femme Fatale.

## Storia
Durante un'intervista con Ryan Seacrest nel suo programma On Air with Ryan Seacrest avvenuta il 4 marzo 2011, Britney Spears ha affermato che avrebbe fatto un tour nell'estate 2011 in Nordamerica per la promozione di Femme Fatale.

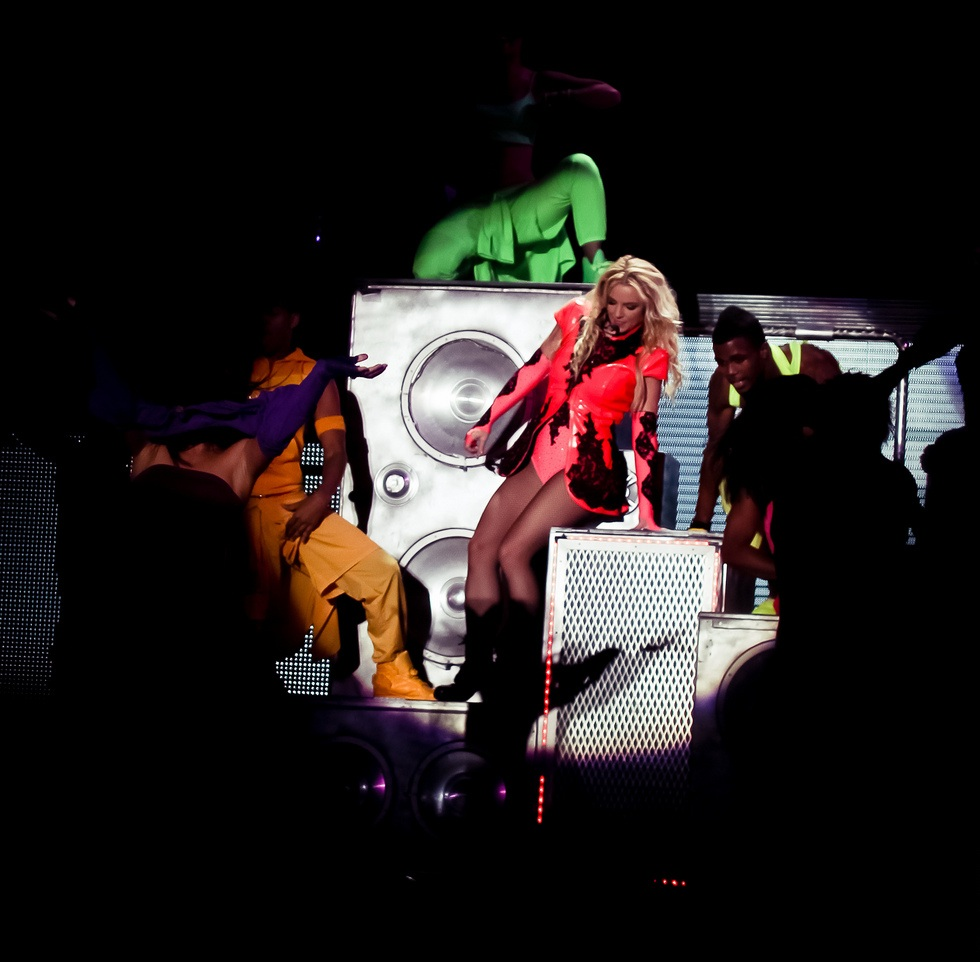
Britney Spears durante Big Fat Bass.

Il 29 marzo 2011, dopo la sua esibizione a Good Morning America, ha annunciato che sarebbe stata in tour con Enrique Iglesias a partire da giugno. Poche ore dopo l'annuncio, la rivista musicale Billboard ha confermato che Enrique Iglesias si era ritirato dal tour. Ray Wedell, un giornalista di Billboard, ha spiegato le ragioni di questa scelta del cantante, ossia il fatto che Britney sarebbe stata subito annunciata da tutti i giornali e le riviste come la star, mentre lui semplicemente come colui che avrebbe aperto i concerti. Lo stesso giorno, furono annunciate le prime ventisei date.

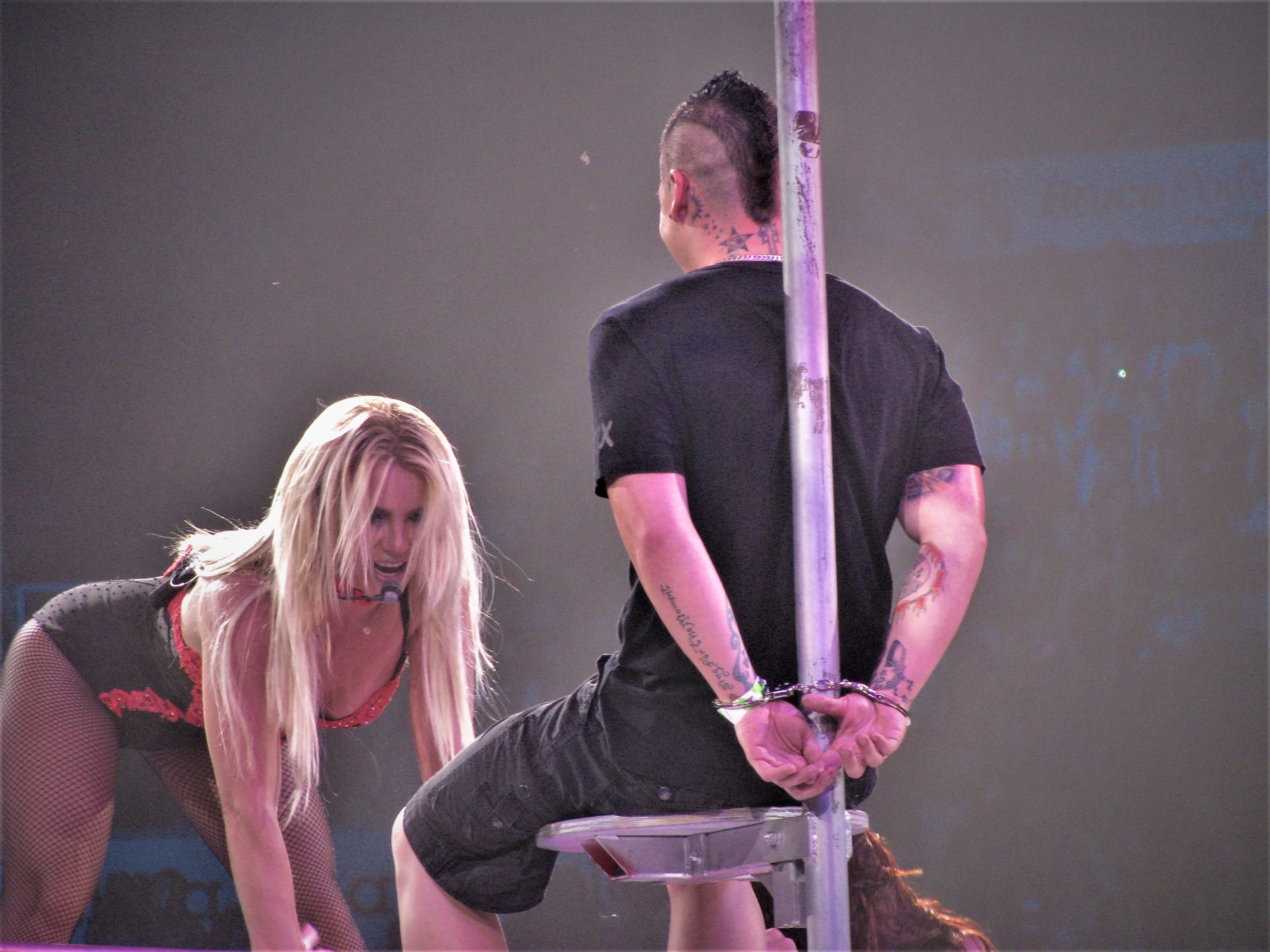
Britney Spears esegue Lace and Leather nella data di Toronto.

Il 12 aprile 2011 furono annunciati i nomi degli artisti che avrebbero aperto i concerti. La stessa Spears ha affermato: "Questo è il Femme Fatale Tour e sono entusiasta che Nicki Minaj, Jessie and the Toy Boys e i The Nervo Twins si aggreghino a me e portino tutti sulla pista da ballo. Non vedo l'ora di portare le femme fatales on the road." I biglietti sono stati messi in vendita a partire dal 30 aprile sui siti Ticketmaster e Live Nation riscuotendo un grande successo.
A marzo 2011, il manager di Britney Spears, Larry Rudolph, ha definito a MTV News il tour come "una sensazione post-apocalittica", aggiungendo che "Till The World Ends continua a essere una colonna sonora per noi." Ha inoltre confermato il nome del direttore del tour: Jamie King.
Il tour è stato diretto da Jamie King che ha ingaggiato nuovi coreografi per il tour, ma per le performance di Hold It Against Me, Till the World Ends e I'm a Slave 4 U sono rimaste le coreografie originali fatte dal coreografo Brian Friedman. Il palco ha una forma triangolare e una grande fascia verticale all'estremo collegata a un secondo palco di forma circolare per permettere alla Spears di avvicinarisi ai fan. Sul palco ci sono dei grandi schermi nei quali vengono trasmesse le immagini dei Video Interlude e le riprese in diretta del tour e davanti è posizionata una grande scritta con il titolo Femme Fatale. Per alcune performance sono stati usati diversi oggetti scenografici come una sedia elettrica, delle gabbie in metallo, una piattaforma volante, una gigantesca altalena, un'automobile, delle barche ispirate all'Egitto, degli amplificatori giganti e un'enorme chitarra elettrica argentata sulla quale la Spears si esibiva in una cover di Madonna, un paio di ali bianche di due metri ciascuna, le quali venivano utilizzate alla fine del concerto mentre Britney si alzava in volo verso il pubblico, sono stati usati giochi pirotecnici e fuochi d'artificio durante alcune canzoni del concerto. La scaletta è composta da ventidue canzoni, fra cui 9 tracce estratte da Femme Fatale e altri grandi successi del passato della cantante.

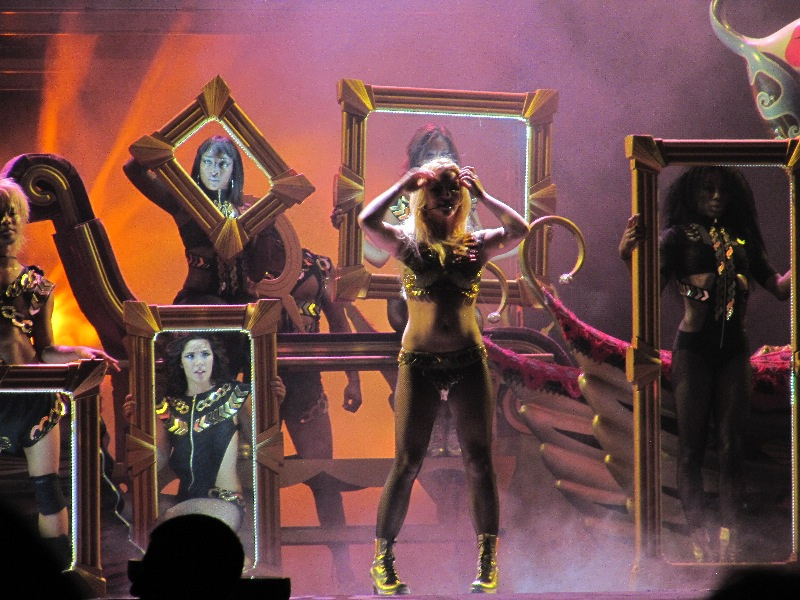
Britney Spears esegue (Drop Dead) Beautiful.

In America gli show sono stati aperti dalla rapper Nicki Minaj che ha cantato anche la versione remix di Till the World Ends nella tappa a Los Angeles e da DJ Pauly D, mentre le tappe in New Jersey saranno aperte da Joe Jonas e in Europa ad aprire gli show saranno Jessie and The Toy Boys e Nervo. Nella tappa di Los Angeles, oltre a Nicki Minaj, si è esibita live insieme con Britney la rapper Sabi. In Argentina, a La Plata ad aprire il suo concerto è stato il gruppo pop argentino TeenAngels. In Europa ad aprire il concerto è stato il duo femminile delle "Destinee & Paris", invece negli show inglesi il cantante Joe Jonas.
Il Femme Fatale Tour è uno dei tour più lunghi della carriera di Britney Spears, questo è dovuto al fatto che la Spears dichiarò in un'intervista che le sarebbe piaciuto visitare parti del mondo a lei ancora sconosciute e incontrare i fan di tutto il mondo affermando: "È incredibile l'energia dei miei fan, sono così tanti e così accoglienti che volevo dare l'opportunità di vedermi a tutti anche al di fuori dell'Europa e degli U.S.A., ho un contatto molto stretto con loro sono la mia fonte d'ispirazione per tutto, fanno parte di me e quindi della mia quotidianità!"
Nelle date del 13 e 14 agosto all'Air Canada Centre di Toronto l'emittente televisiva Epix HD ha ripreso l'intero show in alta qualità 1080p full HD e verrà pubblicata a novembre.
Il giorno successivo Britney Spears stessa annunciò tramite Twitter che lo show ripreso la notte precedente sarebbe stato distribuito in DVD sia in 3D sia in 2D. Tale DVD è stato pubblicato dalla Epix il 21 novembre 2011, ma lo spettacolo è stato mandato in onda su Epix HD il 12 novembre 2011, nove giorni prima dell'effettiva pubblicazione del DVD.
Il Tour è riuscito a incassare oltre 70 milioni di dollari, nonostante le molte critiche rivolte alla cantante per la sua presenza scenica visibilmente sbiadita e stanca rispetto a tutti i tour precedenti.

## Il concerto

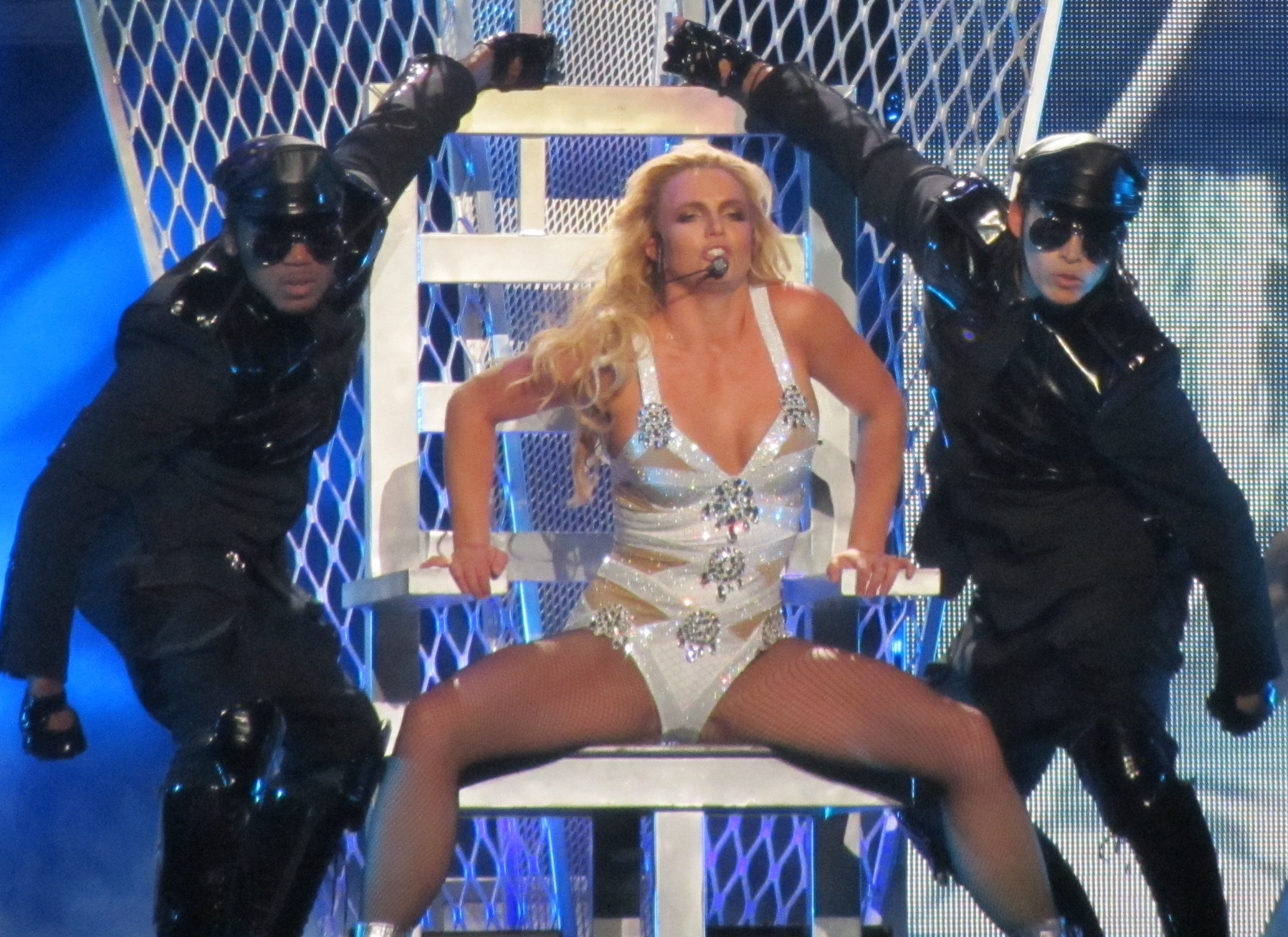
Britney Spears apre lo show con Hold It Against Me.

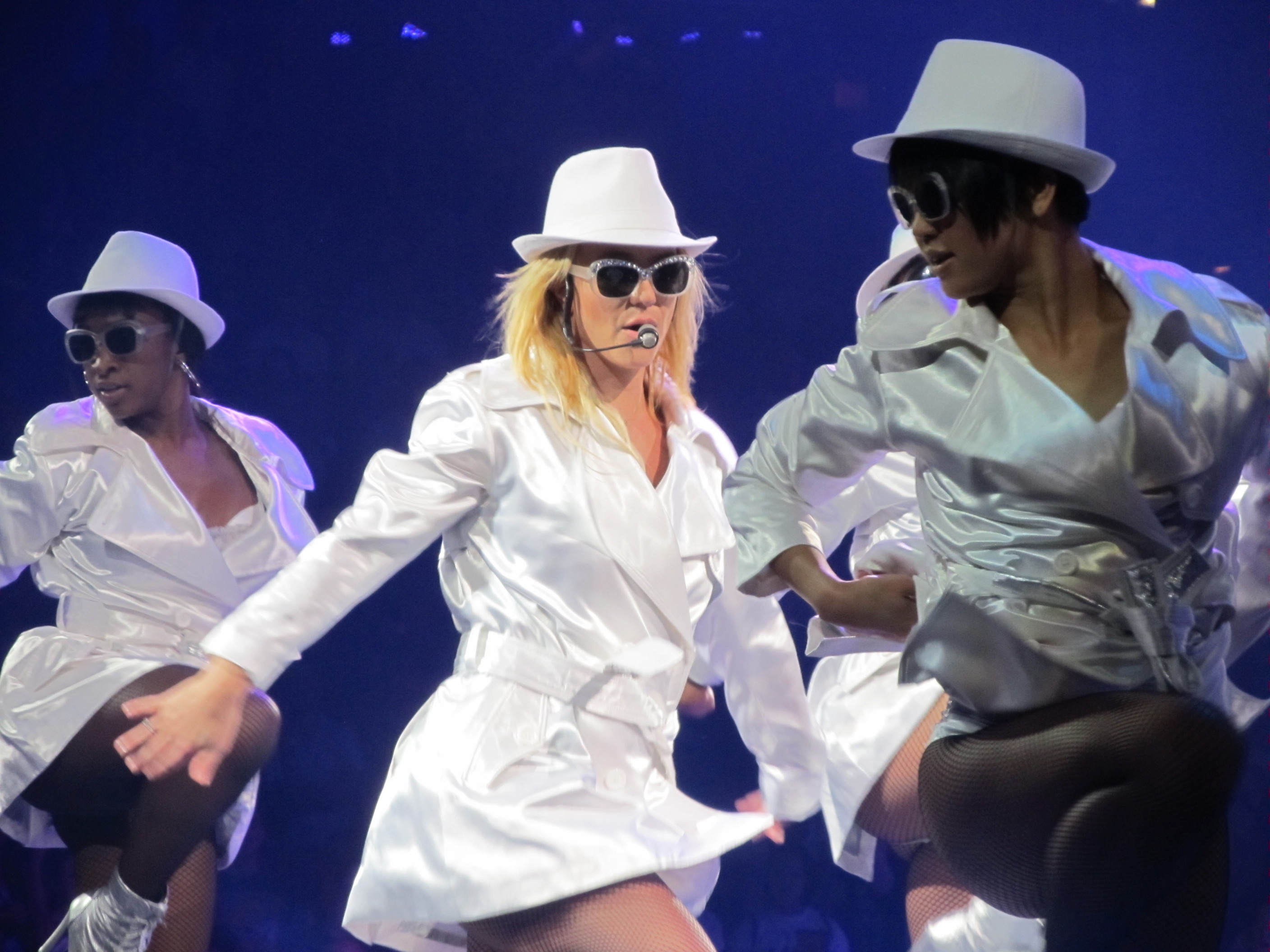
Britney Spears esegue 3 nella data di Detroit.

Il concerto incomincia con l'apparizione di una grande insegna luminosa, recante la scritta "Femme Fatale". Quando quest'ultima scompare, viene proiettato un video dove Britney Spears tenta di fuggire dalla polizia, ma viene comunque arrestata e dice la frase "Io non sono innocente". A questo punto, Britney in carne e ossa appare in scena seduta su un trono con indosso un abito argentato, per aprire lo show con Hold It Against Me. Successivamente viene eseguita Up N Down, durante la quale lei e le ballerine si esibiscono in gabbie mentre degli uomini vestiti da poliziotti le osservano. Dopo essere uscita dalla gabbia, l'artista indossa un abito bianco composto da cappotto, cappello e occhiali. Viene così eseguita 3. In seguito, la Spears rimuove l'abito bianco e sale sopra una piccola piattaforma volante, dalla quale canta Piece of Me. All'inizio del secondo atto, un video che contiene frammenti di My Prerogative mostra uno stalker. Quest'ultimo rivela che in realtà Britney Spears è un agente segreto. Una volta terminato il video, appaiono sul palco delle casse giganti, mentre l'artista torna sul palco ed esegue Big Fat Bass, insieme con un will.i.am proiettato sullo schermo e ai ballerini. Segue il brano How I Roll, eseguito a bordo di una Mini Cooper rosa con un palo da pole dance al centro. Durante Lace and Leather, la cantante ammanetta una persona del pubblico al palo situato sopra il veicolo, per poi tentare di sedurla stando sulle sue spalle. Al termine del brano, lei e la persona sull'auto spariscono dietro le quinte. Al suo ritorno, Britney ha indosso una grande gonna bianca e, posizionata sopra un ventilatore, esegue If U Seek Amy in un'imitazione di Marilyn Monroe.

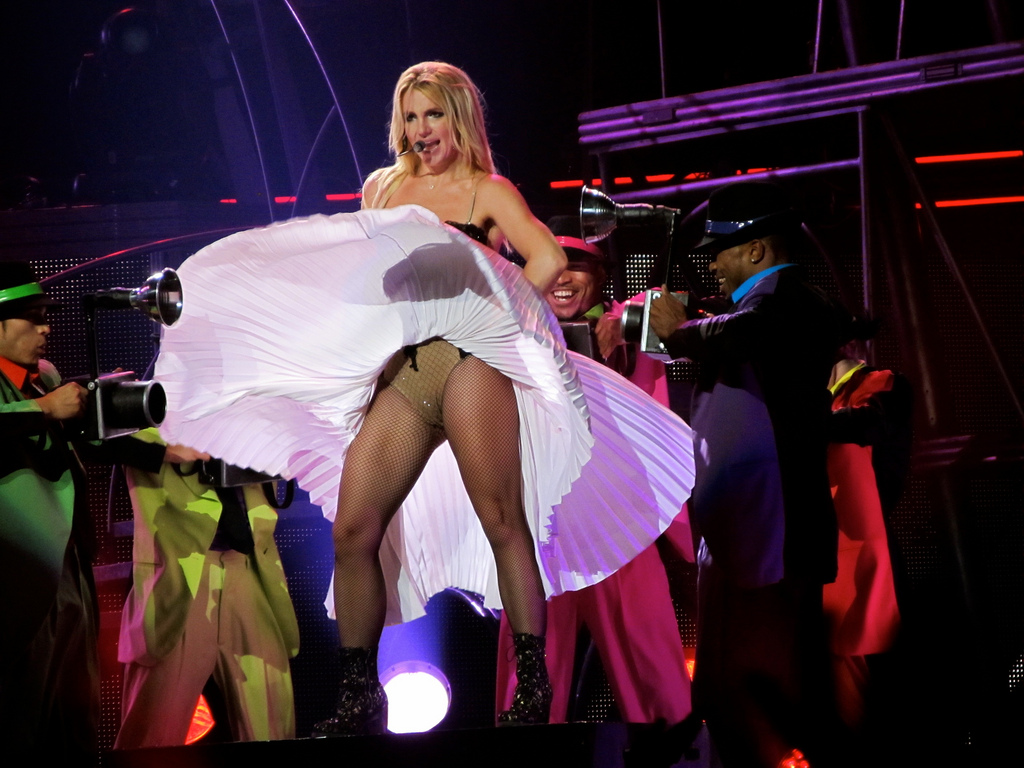
Britney Spears esegue If U Seek Amy.

Successivamente viene mostrato un video che mostra lo stalker parlare delle femme fatales nella storia. La terza sezione, in stile antico Egitto, si apre con una grande barcha che entra in scena e Britney, a bordo di quest'ultima, esegue Gimme More accompagnata dai ballerini e dai fuochi d'artificio. In seguito viene eseguita (Drop Dead) Beautiful, con l'ausilio di tante cornici simili a quelle dei quadri. In alcune date nordamericane la cantante si esibisce anche con He About to Lose Me, per la quale lei sta su un divano viola mentre i ballerini si arrampicano su strutture metalliche. Segue Don't Let Me Be the Last to Know, eseguita sopra un'altalena. Chiude la sezione un remix di Boys. L'ultima sezione prima dell'encore si apre con un altro video interludio che vede Britney intenta a sfogliare dei passaporti in un albergo. Quando il video finisce, viene eseguito un medley di ...Baby One More Time e S&M di Rihanna, per il quale la Spears e i ballerini hanno degli abiti da motociclisti, e Trouble For Me che viene eseguita sulla seconda parte del palco. 

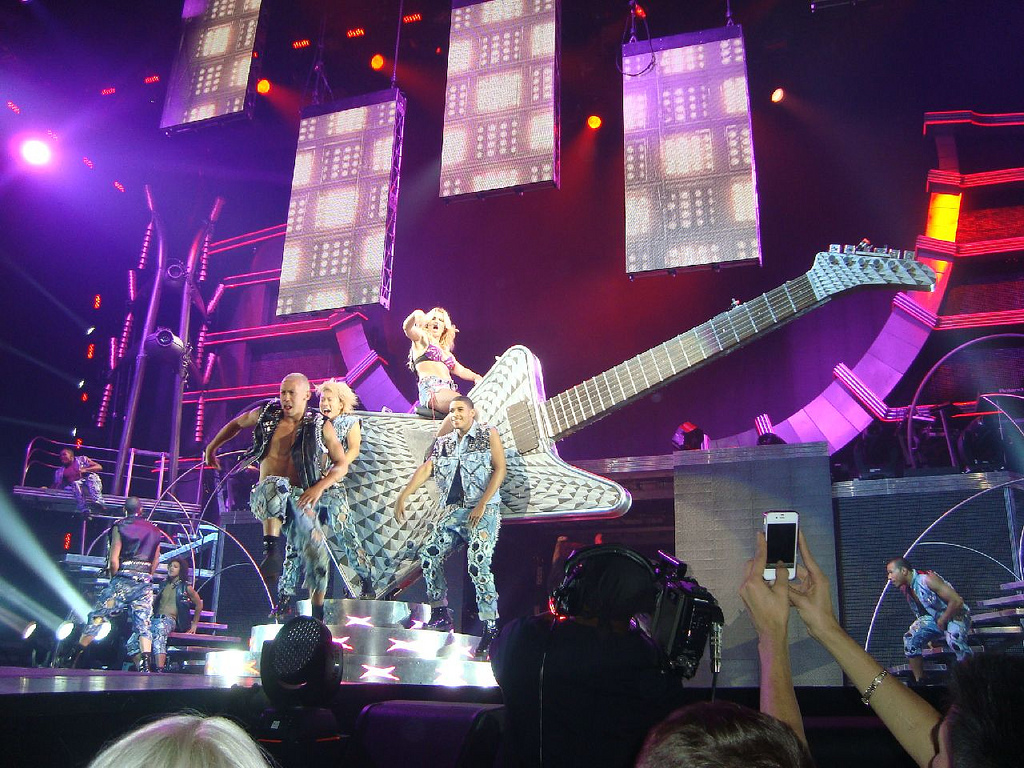
Britney Spears esegue Burning Up.

Viene eseguita in seguito I'm a Slave 4 U, durante la quale negli schermi del palco viene proiettato un filmato porno di una coppia omosessuale. In alcune date, a questo punto, la cantante sale sopra una gigantesca chitarra elettrica e, cavalcandola, esegue una cover di Madonna: Burning Up. Al termine del brano, Britney fa un breve discorso per poi eseguire I Wanna Go, per la quale invita tanti fan sul palco. Dopo che i fan sono tornati fra il pubblico, la cantante esegue un remix di Womanizer, al termine della quale ringrazia gli spettatori. L'ultimo video mostra la cantante con indosso un kimono, mentre riesce finalmente a catturare lo stalker. A questo punto, l'artista torna in scena con indossolo stesso kimono del video, ed esegue un remix in stile arti marziali di Toxic. Verso la fine del brano, Britney sparisce sotto il palco per un cambio d'abito, mentre i ballerini terminano la coreografia. Successivamente la Spears riappare con un abito nero scintillante, eseguendo Till the World Ends , per la quale si unisce anche la rapper Nicki Minaj. Nell'ultimo ritornello, Britney Spears si solleva in aria tramite delle gigantesche ali da angelo, mentre il palco viene invaso da una pioggia di scintille. Al termine del brano riappare la scritta "Femme Fatale" e lo show si conclude.

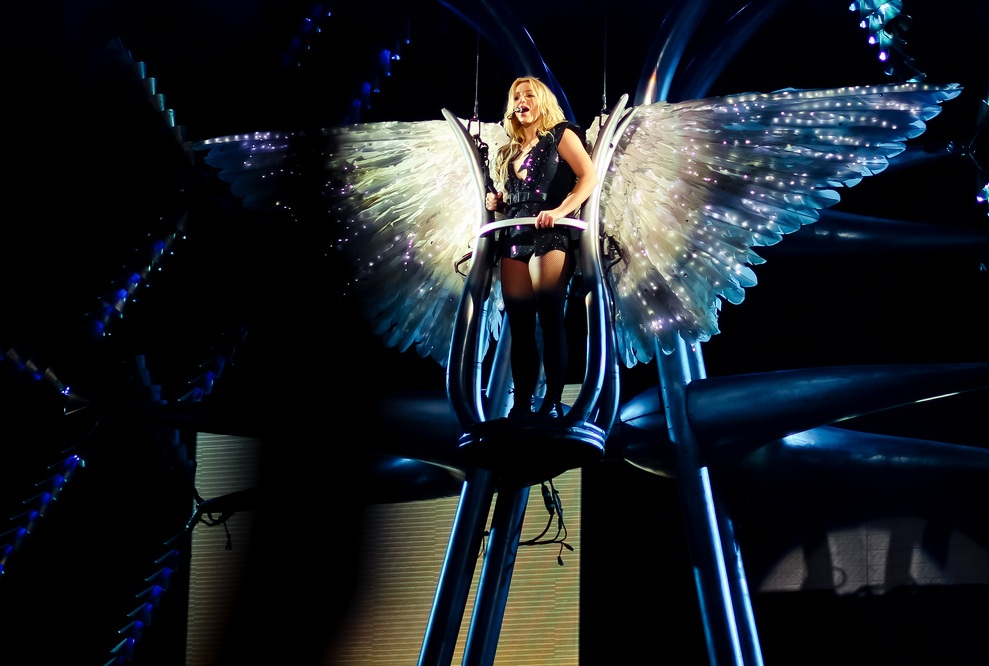
Britney Spears esegue Till the World Ends nello show di Kiev.

## Scaletta
1. "Hold It Against Me"
2. "Up N' Down"
3. "3"
4. "Piece of Me"
5. Sweet Seduction (Video Interlude)
6. "Big Fat Bass"
7. "How I Roll"
8. "Lace and Leather"
9. Cabaret (Short Interlude)

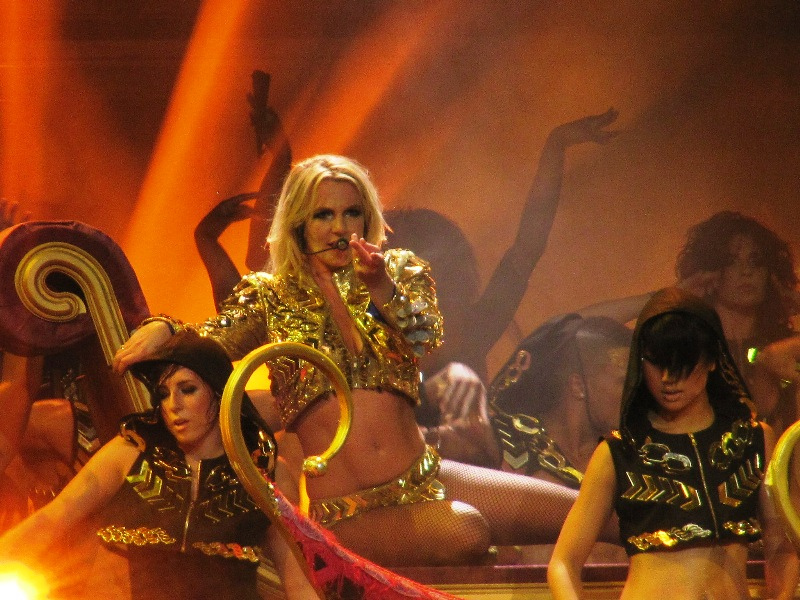
Britney Spears esegue Gimme More.

10. "If U Seek Amy" (Versione Cabaret)
11. The Temptress (Video Interlude)
12. "Gimme More" (Versione egiziana)
13. "(Drop Dead) Beautiful" (cantata con Sabi in alcune date del Nord America)
14. "He About to Lose Me" (cantata in alcune date del Nord America a partire dall'11 luglio 2011)
15. "Don't Let Me Be the Last to Know"
16. "Boys" (The Co-Ed Remix)
17. Code Name: Trouble (Video Interlude)
18. "...Baby One More Time/ "S&M"
19. "Trouble For Me"
20. "I'm a Slave 4 U"
21. "Burning Up" (Cover di Madonna, cantata in poche date del tour a partire dall'11 luglio 2011)
22. "I Wanna Go"
23. "Womanizer" (Trance Remix)
24. Sexy Assassin (Video Interlude)
25. Martial Arts (Dancer Intro)
26. "Toxic" (Remix)
27. Martial Arts II  (Dancers Short Interlude)
28. "Till the World Ends (contiene elementi del "The Femme Fatale Remix", in alcune date del Nord America eseguita con Nicki Minaj)

## Artisti d'apertura
- Nicki Minaj - Nord America (alcune date)
- Jessie and the Toy Boys - Nord America (alcune date)
- Nervo - Nord America (alcune date)
- Pauly D - Nord America (alcune date)[6][7]
- Joe Jonas - East Rutherford, Europa (alcune date)[8][9]
- Destinee & Paris - Nord America (alcune date), Europa (alcune date)[10]
- The Wanted - Manchester[11]
- Howie Dorough - America Latina (alcune date)[12]
- Teen Angels - La Plata[13]

## Date
| Data              | Città               | Stato                 | Luogo                               | Biglietti venduti / Biglietti disponibili | Incasso      |
| Nord America      | Nord America        | Nord America          | Nord America                        | Nord America                              | Nord America |
| ----------------- | ------------------- | --------------------- | ----------------------------------- | ----------------------------------------- | ------------ |
| 16 giugno 2011    | Sacramento          | Stati Uniti           | Power Balance Pavilion              | N.D.                                      | N.D.         |
| 19 giugno 2011    | San Jose            | Stati Uniti           | HP Pavilion                         | N.D.                                      | N.D.         |
| 20 giugno 2011    | Los Angeles         | Stati Uniti           | Staples Center                      | 12.339 / 12.339                           | $1.581.707   |
| 22 giugno 2011    | Glendale            | Stati Uniti           | Jobing.com Arena                    | N.D.                                      | N.D.         |
| 24 giugno 2011    | Anaheim             | Stati Uniti           | Honda Center                        | N.D.                                      | N.D.         |
| 25 giugno 2011    | Las Vegas           | Stati Uniti           | MGM Grand Garden Arena              | N.D.                                      | N.D.         |
| 28 giugno 2011    | Portland            | Stati Uniti           | Rose Garden                         | 8.717 / 8.717                             | $513.297     |
| 29 giugno 2011    | Tacoma              | Stati Uniti           | Tacoma Dome                         | N.D.                                      | N.D.         |
| 1º luglio 2011    | Vancouver           | Canada                | Rogers Arena                        | N.D.                                      | N.D.         |
| 4 luglio 2011     | Winnipeg            | Canada                | MTS Centre                          | N.D.                                      | N.D.         |
| 6 luglio 2011     | Saint Paul          | Stati Uniti           | Xcel Energy Center                  | N.D.                                      | N.D.         |
| 8 luglio 2011     | Chicago             | Stati Uniti           | United Center                       | N.D.                                      | N.D.         |
| 9 luglio 2011     | Milwaukee           | Stati Uniti           | Marcus Amphitheater                 | N.D.                                      | N.D.         |
| 12 luglio 2011    | Dallas              | Stati Uniti           | American Airlines Center            | 11.540 / 12.776                           | $1.181.767   |
| 13 luglio 2011    | Houston             | Stati Uniti           | Toyota Center                       | N.D.                                      | N.D.         |
| 15 luglio 2011    | New Orleans         | Stati Uniti           | New Orleans Arena                   | N.D.                                      | N.D.         |
| 17 luglio 2011    | Atlanta             | Stati Uniti           | Philips Arena                       | 13.014 / 13.495                           | $988.235     |
| 18 luglio 2011    | Nashville           | Stati Uniti           | Bridgestone Arena                   | 11.883 / 12.732                           | $575.699     |
| 20 luglio 2011    | Orlando             | Stati Uniti           | Amway Center                        | 11.215 / 12.953                           | $1.032.656   |
| 22 luglio 2011    | Miami               | Stati Uniti           | American Airlines Arena             | N.D.                                      | N.D.         |
| 23 luglio 2011    | Jacksonville        | Stati Uniti           | Jacksonville Arena                  | 6.001 / 6.441                             | $419.736     |
| 26 luglio 2011    | Cleveland           | Stati Uniti           | Quicken Loans Arena                 | N.D.                                      | N.D.         |
| 28 luglio 2011    | Auburn Hills        | Stati Uniti           | The Palace of Auburn Hills          | 13.144 / 13.144                           | $989.737     |
| 30 luglio 2011    | Filadelfia          | Stati Uniti           | Wells Fargo Center                  | N.D.                                      | N.D.         |
| 31 luglio 2011    | Washington, D.C.    | Stati Uniti           | Verizon Center                      | 13.923 / 14.084                           | $1.331.270   |
| 2 agosto 2011     | Uniondale           | Stati Uniti           | Nassau Coliseum                     | N.D.                                      | N.D.         |
| 5 agosto 2011     | East Rutherford     | Stati Uniti           | Izod Center                         | 15.274 / 15.274                           | $1.750.058   |
| 6 agosto 2011     | Atlantic City       | Stati Uniti           | Boardwalk Hall                      | 11.277 / 11.277                           | $969.570     |
| 8 agosto 2011     | Boston              | Stati Uniti           | TD Garden                           | N.D.                                      | N.D.         |
| 9 agosto 2011     | Hartford            | Stati Uniti           | XL Center                           | N.D.                                      | N.D.         |
| 11 agosto 2011    | Montréal            | Canada                | Bell Centre                         | 10.445 / 10.445                           | $942.113     |
| 13 agosto 2011    | Toronto             | Canada                | Air Canada Centre                   | 21.239 / 21.239                           | $2.375.640   |
| 14 agosto 2011    | Toronto             | Canada                | Air Canada Centre                   | 21.239 / 21.239                           | $2.375.640   |
| 17 agosto 2011    | Grand Rapids        | Stati Uniti           | Van Andel Arena                     | 7.389 / 9.444                             | $399.018     |
| 19 agosto 2011    | Pittsburgh          | Stati Uniti           | Consol Energy Center                | N.D.                                      | N.D.         |
| 20 agosto 2011    | Columbus            | Stati Uniti           | Nationwide Arena                    | N.D.                                      | N.D.         |
| 22 agosto 2011    | Indianapolis        | Stati Uniti           | Conseco Fieldhouse                  | N.D.                                      | N.D.         |
| 24 agosto 2011    | Raleigh             | Stati Uniti           | RBC Center                          | N.D.                                      | N.D.         |
| 25 agosto 2011    | Charlotte           | Stati Uniti           | Time Warner Cable Arena             | N.D.                                      | N.D.         |
| Europa            |                     |                       |                                     |                                           |              |
| 22 settembre 2011 | San Pietroburgo     | Russia                | Palazzo del ghiaccio                | N.D.                                      | N.D.         |
| 24 settembre 2011 | Mosca               | Russia                | Olimpijskij                         | N.D.                                      | N.D.         |
| 27 settembre 2011 | Kiev                | Ucraina               | Palazzo dello Sport                 | N.D.                                      | N.D.         |
| 30 settembre 2011 | Budapest            | Ungheria              | Budapest Sports Arena               | N.D.                                      | N.D.         |
| 1º ottobre 2011   | Zagabria            | Croazia               | Arena Zagreb                        | N.D.                                      | N.D.         |
| 3 ottobre 2011    | Zurigo              | Svizzera              | Hallenstadion                       | N.D.                                      | N.D.         |
| 5 ottobre 2011    | Amnéville           | Francia               | Galaxie Amnéville                   | N.D.                                      | N.D.         |
| 6 ottobre 2011    | Parigi              | Francia               | Palazzo dello Sport di Parigi-Bercy | N.D.                                      | N.D.         |
| 8 ottobre 2011    | Anversa             | Belgio                | Sportpaleis                         | 11.868 / 11.868                           | $858.151     |
| 10 ottobre 2011   | Herning             | Danimarca             | Jyske Bank Boxen                    | N.D.                                      | N.D.         |
| 11 ottobre 2011   | Malmö               | Svezia                | Malmö Arena                         | N.D.                                      | N.D.         |
| 14 ottobre 2011   | Helsinki            | Finlandia             | Hartwall Areena                     | N.D.                                      | N.D.         |
| 16 ottobre 2011   | Stoccolma           | Svezia                | Ericsson Globe                      | N.D.                                      | N.D.         |
| 18 ottobre 2011   | Colonia             | Germania              | Lanxess Arena                       | N.D.                                      | N.D.         |
| 19 ottobre 2011   | Rotterdam           | Paesi Bassi           | Ahoy Rotterdam                      | N.D.                                      | N.D.         |
| 21 ottobre 2011   | Montpellier         | Francia               | Park&Suites Arena                   | N.D.                                      | N.D.         |
| 24 ottobre 2011   | Dublino             | Irlanda               | The O2                              | N.D.                                      | N.D.         |
| 25 ottobre 2011   | Belfast             | Regno Unito           | Odyssey Arena                       | 3.746 / 5.082                             | $367.138     |
| 27 ottobre 2011   | Londra              | Regno Unito           | The O2 Arena                        | 24.902 / 26.550                           | $1.818.120   |
| 28 ottobre 2011   | Londra              | Regno Unito           | The O2 Arena                        | 24.902 / 26.550                           | $1.818.120   |
| 30 ottobre 2011   | Birmingham          | Regno Unito           | LG Arena                            | N.D.                                      | N.D.         |
| 31 ottobre 2011   | Londra              | Regno Unito           | Wembley Arena                       | 3.103 / 9.752                             | $252.020     |
| 3 novembre 2011   | Newcastle upon Tyne | Regno Unito           | Metro Radio Arena                   | 4.387 / 8.401                             | $375.156     |
| 5 novembre 2011   | Sheffield           | Regno Unito           | Motorpoint Arena                    | N.D.                                      | N.D.         |
| 6 novembre 2011   | Manchester          | Regno Unito           | Manchester Arena                    | 12.653 / 13.644                           | $978.972     |
| 9 novembre 2011   | Lisbona             | Portogallo            | Pavilhão Atlântico                  | N.D.                                      | N.D.         |
| Asia              |                     |                       |                                     |                                           |              |
| 11 novembre 2011  | Abu Dhabi           | Emirati Arabi Uniti   | Yas Arena                           | N.D.                                      | N.D.         |
| Sud America       |                     |                       |                                     |                                           |              |
| 15 novembre 2011  | Rio de Janeiro      | Brasile               | Praça da Apoteose                   | 13.048 / 35.000                           | $1.493.260   |
| 18 novembre 2011  | San Paolo           | Brasile               | Arena Anhembi                       | 20.644 / 35.000                           | $2.224.890   |
| 20 novembre 2011  | La Plata            | Argentina             | Stadio Città di La Plata            | 21.717 / 35.613                           | $2.535.020   |
| 22 novembre 2011  | Santiago del Cile   | Cile                  | Stadio nazionale del Cile           | N.D.                                      | N.D.         |
| 24 novembre 2011  | Lima                | Perù                  | Explanada dello stadio Monumentale  | N.D.                                      | N.D.         |
| 26 novembre 2011  | Bogotà              | Colombia              | Parco Simón Bolívar                 | N.D.                                      | N.D.         |
| 28 novembre 2011  | Caracas             | Venezuela             | Stadio della USB                    | 8.474 / 8.474                             | $3.183.790   |
| Nord America      |                     |                       |                                     |                                           |              |
| 1º dicembre 2011  | Zapopan             | Messico               | Stadio 3 marzo                      | N.D.                                      | N.D.         |
| 3 dicembre 2011   | Città del Messico   | Messico               | Foro Sol                            | N.D.                                      | N.D.         |
| 4 dicembre 2011   | Città del Messico   | Messico               | Piazza della Repubblica             | N.D.                                      | N.D.         |
| 6 dicembre 2011   | Monterrey           | Messico               | Auditorio Banamex                   | N.D.                                      | N.D.         |
| Centro America    |                     |                       |                                     |                                           |              |
| 8 dicembre 2011   | Santo Domingo       | Repubblica Dominicana | Stadio olimpico Félix Sánchez       | N.D.                                      | N.D.         |
| 10 dicembre 2011  | San Juan            | Porto Rico            | Coliseo de Puerto Rico              | 10.634 / 11.637                           | $1.263.710   |
| Totale            | Totale              | Totale                | Totale                              | 303.576 / 375.381 (81%)                   | $30.400.730  |